# Szent Péter és Pál apostolok fatemplom (Füzesszentpéter)
A füzesszentpéteri Szent Péter és Pál apostolok fatemplom műemlékké nyilvánított épület Romániában, Szilágy megyében. A romániai műemlékek jegyzékében az  SJ-II-m-A-05110 sorszámon szerepel.